# Difoga
Difoga is een Nederlandse dealer van Ford gevestigd te Bergen op Zoom en opgericht in 1934. De onderneming is opgericht door Frits Diepen. Vandaar de naam: Diepens Ford Garage. 

## Het Difoga Vliegtuig
In 1941, dus tijdens de Tweede Wereldoorlog, ontwierp ir. Henk Koekebakker (ex-constructeur bij Pander) een sportvliegtuigje met twee staartbomen. Het eerste model werd gebouwd in de schuur van Frits Diepens Fordgarage en in het geheim werden er windtunneltests afgenomen onder de naam Difoga 421 (1e ontwerp 1942). Na de bevrijding maakte het toestel zijn eerste vlucht. Omdat de motor niet beviel ging men op zoek naar een vervangende motor. Die is er nooit gekomen en het toestel is uiteindelijk gesloopt. 
Het toestel vertoont veel gelijkenis met het eerste Fokkervliegtuig van na de Tweede Wereldoorlog, de Fokker F.25 "Promotor", die geproduceerd werd in opdracht van Frits Diepens luchttaxibedrijf Avio Diepen NV.

## Vliegtuigtypen
- Difoga 421

Sportvliegtuig, tweepersoons, eenmotorig (Ford V-8) duwpropeller